# Vernie
Vernie település Franciaországban, Sarthe megyében. Lakosainak száma 339 fő (2022. január 1.). Vernie Ségrie, Assé-le-Riboul, Crissé, Mézières-sous-Lavardin, Neuvillalais és Pezé-le-Robert községekkel határos.

## Népesség
A település népessége az elmúlt években az alábbi módon változott:
| Lakosok száma | 356  | 345  | 347  | 333  | 329  | 328  | 326  | 332  | 339  |
|               | 2013 | 2015 | 2016 | 2017 | 2018 | 2019 | 2020 | 2021 | 2022 |